# جيسيكا والتر
جيسيكا والتر (بالإنجليزية: Jessica Walter)‏ (مواليد 31 يناير 1941 في بروكلين، نيويورك، الولايات المتحدة، وتوفيت في 24 مارس 2021)؛ ممثلة أمريكية بدأت مسيرتها الفنية عام 1962. كما أنها من الفائزات بجائزة إيمي وجائزة غولدن غلوب.

## الأعمال

### مسلسلات
- باص المدرسة العجيب
- قواعد الارتباط
- 90210
- نظرية الانفجار العظيم (مسلسل)

## روابط خارجية
- جيسيكا والتر على موقع IMDb (الإنجليزية)
- جيسيكا والتر على موقع روتن توميتوز (الإنجليزية)
- جيسيكا والتر على موقع ألو سيني (الفرنسية)
- جيسيكا والتر على موقع ميوزك برينز (الإنجليزية)
- جيسيكا والتر على موقع أول موفي (الإنجليزية)
- جيسيكا والتر على موقع قاعدة بيانات برودواي على الإنترنت (الإنجليزية)
- جيسيكا والتر على موقع قاعدة بيانات الأفلام السويدية (السويدية)
- جيسيكا والتر على موقع إن إن دي بي (الإنجليزية)
- جيسيكا والتر على موقع قاعدة بيانات الفيلم (الإنجليزية)